# Finał Pucharu Polski w piłce nożnej 1977
Finał Pucharu Polski w piłce nożnej 1977 – mecz piłkarski kończący rozgrywki Pucharu Polski 1976/1977 oraz mający na celu wyłonienie triumfatora tych rozgrywek, który został rozegrany 21 lipca 1977 roku na Stadionie Śląskim w Chorzowie, pomiędzy Zagłębiem Sosnowiec a Polonią Bytom. Trofeum po raz 3. wywalczyło Zagłębie Sosnowiec, które uzyskało tym samym prawo gry w Pucharze Zdobywców Pucharów 1977/1978.

## Droga do finału
| Zagłębie Sosnowiec | Zagłębie Sosnowiec | Zagłębie Sosnowiec | Runda       | Polonia Bytom | Polonia Bytom    | Polonia Bytom |
| Data               | Przeciwnik         | Wynik              | Runda       | Data          | Przeciwnik       | Wynik         |
| ------------------ | ------------------ | ------------------ | ----------- | ------------- | ---------------- | ------------- |
| 18.08.1976         | Kania Gostyń       | 6:0                | 1/16 finału | 18.08.1976    | PKS Odra Wrocław | 3:2 pd.       |
| 24.11.1976         | Pogoń Szczecin     | 2:0                | 1/8 finału  | 24.11.1976    | Widzew Łódź      | 3:1           |
| 16.03.1977         | Wisła Kraków       | 3:1                | Ćwierćfinał | 16.03.1977    | Orzeł Łódź       | 1:0           |
| 09.04.1977         | Stal Mielec        | 1:0                | Półfinał    | 09.04.1977    | Legia Warszawa   | 2:1           |

## Tło
W finale rozgrywek zmierzyły się ze sobą dwa kluby z Górnego Śląska: występująca wówczas w II lidze Polonia Bytom oraz Zagłębie Sosnowiec. Dla Polonii Bytom była to jedyna szansa na występ w europejskich pucharach.

## Mecz

### Przebieg meczu
Mecz odbył się 21 lipca 1977 roku na Stadionie Śląskim w Chorzowie. Sędzia głównym spotkania był Marian Kustoń. Pierwsza połowa nie była zbyt porywająca w wykonaniu obu drużyn. Na początku drugiej połowy przewaga w grze była po stronie Polonii Bytom, jednak z czasem przewagę zdobyło Zagłębie Sosnowiec, w efekcie czego w 56. minucie zawodnik drużyny Zagłębiaków, Zbigniew Sączek po obiegnięciu stoperów drużyny przeciwnej znalazł się w sytuacji sam na sam, po czym oddał strzał, a piłka odbiła się od słupka i trafiła do siatki, tym samym Zagłębie Sosnowiec otworzyło wynik meczu na 1:0.
W 75. minucie zawodnik Polonii Bytom, Edward Lonka miał szansę wyrównać wynik meczu na 1:1, jednak piłka po jego strzale trafiła w słupek.

### Szczegóły meczu
| 21 lipca 1977 19:30 | Zagłębie Sosnowiec · Sączek 56' | 1:00:0Raport | Polonia Bytom | Stadion Śląski, Chorzów Widzów: 30 000 Sędzia: Marian Kustoń (Poznań) |
|                     |                                 |              |               |                                                                       |

| Zagłębie Sosnowiec: |  |                     |  |     |
|                     |  |                     |  |     |
| BR                  |  | Zdzisław Kostrzewa  |  |     |
| OB                  |  | Jan Leszczyński     |  |     |
| OB                  |  | Eugeniusz Wieńcierz |  |     |
| OB                  |  | Jerzy Zarychta      |  |     |
| OB                  |  | Wojciech Rudy       |  |     |
| PO                  |  | Zbigniew Seweryn    |  |     |
| PO                  |  | Władysław Szaryński |  |     |
| PO                  |  | Zbigniew Sączek     |  |     |
| NA                  |  | Tadeusz Narbutowicz |  | 74' |
| NA                  |  | Włodzimierz Mazur   |  |     |
| NA                  |  | Jerzy Dworczyk      |  |     |
| Rezerwowi:          |  |                     |  |     |
| NA                  |  | Zdzisław Napieracz  |  | 74' |
| Trener:             |  |                     |  |     |
| Józef Gałeczka      |  |                     |  |     |

| Polonia Bytom: |  |                 |
|                |  |                 |
| BR             |  | Hubert Chwolik  |
| OB             |  | Marek Cherjan   |
| OB             |  | Andrzej Król    |
| OB             |  | Jan Wrona       |
| OB             |  | Jan Górski      |
| PO             |  | Marian Grociak  |
| PO             |  | Ryszard Brysiak |
| PO             |  | Rudolf Golda    |
| NA             |  | Józef Rochnia   |
| NA             |  | Edward Lonka    |
| NA             |  | Tadeusz Olma    |
| Trener:        |  |                 |
| Jerzy Nikiel   |  |                 |

| Puchar Polski w piłce nożnej 1976/1977 Zwycięzcy |
| ------------------------------------------------ |
| Zagłębie Sosnowiec 3. Tytuł                      |

## Po meczu
Triumfatorem rozgrywek zostało Zagłębie Sosnowiec, które uzyskało tym samym prawo gry w kwalifikacjach Pucharu Zdobywców Pucharów 1977/1978, w którym jej przeciwnikiem w pierwszej rundzie było greckie PAOK Saloniki.